# Hermann Ludwig Kutzschbach
Hermann Ludwig Kutzschbach   (Meissen, 30 d'agost de 1875 - Dresden, 9 de febrer de 1938) va ser un director d'orquestra alemany amb una carrera principal a Dresden.
Fill d'un mestre de música, va estudiar al Conservatori de Dresden sota Adolf Kluge, Eugen Krantz i Felix Draeseke. El 1895 esdevingué répétiteur al Teatre del Tribunal de Dresden, i es va quedar allà, tot i que va ser amb absències curtes (notablement en 1898 a Colònia i al New Royal Opera House de Berlín), fins a 1906. El 1898 es va convertir en tercer director a Dresden, amb Ernst von Schuch i Bernhard Joachim Hagen. Des de 1906-1909 es va dirigir a Mannheim com a primer conductor, i després va tornar a Dresden com a successor d'Hagen. El 1913 es va convertir en el segon director d'orquestra i, després de la mort de Schuch en 1914, va actuar com a primer director d'orquestra amb Fritz Reiner. Posteriorment va col·laborar amb Fritz Busch allà.